# Fistulinaceae
Le fistulinacee (Fistulinaceae Lotsy, 1907) compongono una famiglia di funghi basidiomiceti appartenente all'ordine Agaricales.

## Tassonomia
Il genere tipo è Fistulina Bull., gli altri generi inclusi sono:
- Confistulina
- Porodisculus
- Pseudofistulina